# Whoopee de Macon (LCH)
Pour les articles homonymes, voir Whoopee de Macon.
Le Whoopee de Macon est une franchise professionnelle de hockey sur glace en Amérique du Nord qui évoluait dans la Ligue centrale de hockey. L'équipe était basée à Macon dans l'État de la Géorgie aux États-Unis.

## Historique
La franchise est créée en 1996 et joue dans la Ligue centrale de hockey jusqu'en 2001.

## Statistiques
| No | Saison    | PJ | V  | D  | DTB | BP  | BC  | Pts | Classement       | Séries éliminatoires | Entraîneur       |
| -- | --------- | -- | -- | -- | --- | --- | --- | --- | ---------------- | -------------------- | ---------------- |
| 1  | 1996-1997 | 66 | 38 | 24 | 4   | 276 | 237 | 80  | 2e, division Est | Défaite au 1er tour  | John Paris       |
| 2  | 1997-1998 | 70 | 38 | 25 | 7   | 249 | 234 | 83  | 4e, division Est | Défaite au 1er tour  | John Paris       |
| 3  | 1998-1999 | 70 | 36 | 25 | 9   | 241 | 233 | 79  | 4e, division Est | Défaite au 1er tour  | John Paris       |
| 4  | 1999-2000 | 70 | 34 | 26 | 10  | 259 | 237 | 78  | 4e, division Est | Défaite au 2e tour   | Graeme Townshend |
| 5  | 2000-2001 | 70 | 23 | 36 | 11  | 218 | 262 | 57  | 6e, division Est | Non qualifiés        | Graeme Townshend |

## Logos

Logo de 1996 à 2000
Logo pour la saison 2000-2001